# Beware of the Bird
Beware of the Bird è un album del disc jockey Claude Vonstroke, pubblicato nel 2006.

## Tracce
1. Warming Up the Bass Machines
2. Deep Throat
3. Chimps
4. Beware of the Bird
5. The Whistler
6. Who's Afraid of Detroit?
7. Eastern Market
8. Cicada [17 Year Mix] (Remix of Justin Martin)
9. The 7 Deadly Strokes
10. Birdshit (Remix of Frankie)
11. Southern Fried Remix (Remix of Justin M & Sammy D "The Southern Draw")
12. Lullabye (Live Rec. from Poorboy, Detroit 1999. New Vocal by QZen)
13. Heater (Remix of Samim "Heater")